# 사이타마현 제10구
사이타마현 제10구(일본어: 埼玉県第10区)는 일본의 중의원 선거구이다. 1994년 일본 공직선거법이 개정되면서 신설되었다.

## 지역
- 히가시마쓰야마시
- 사카도시
- 쓰루가시마시
- 히키군